# Bischöfliches Maria-Montessori-Schulzentrum Leipzig

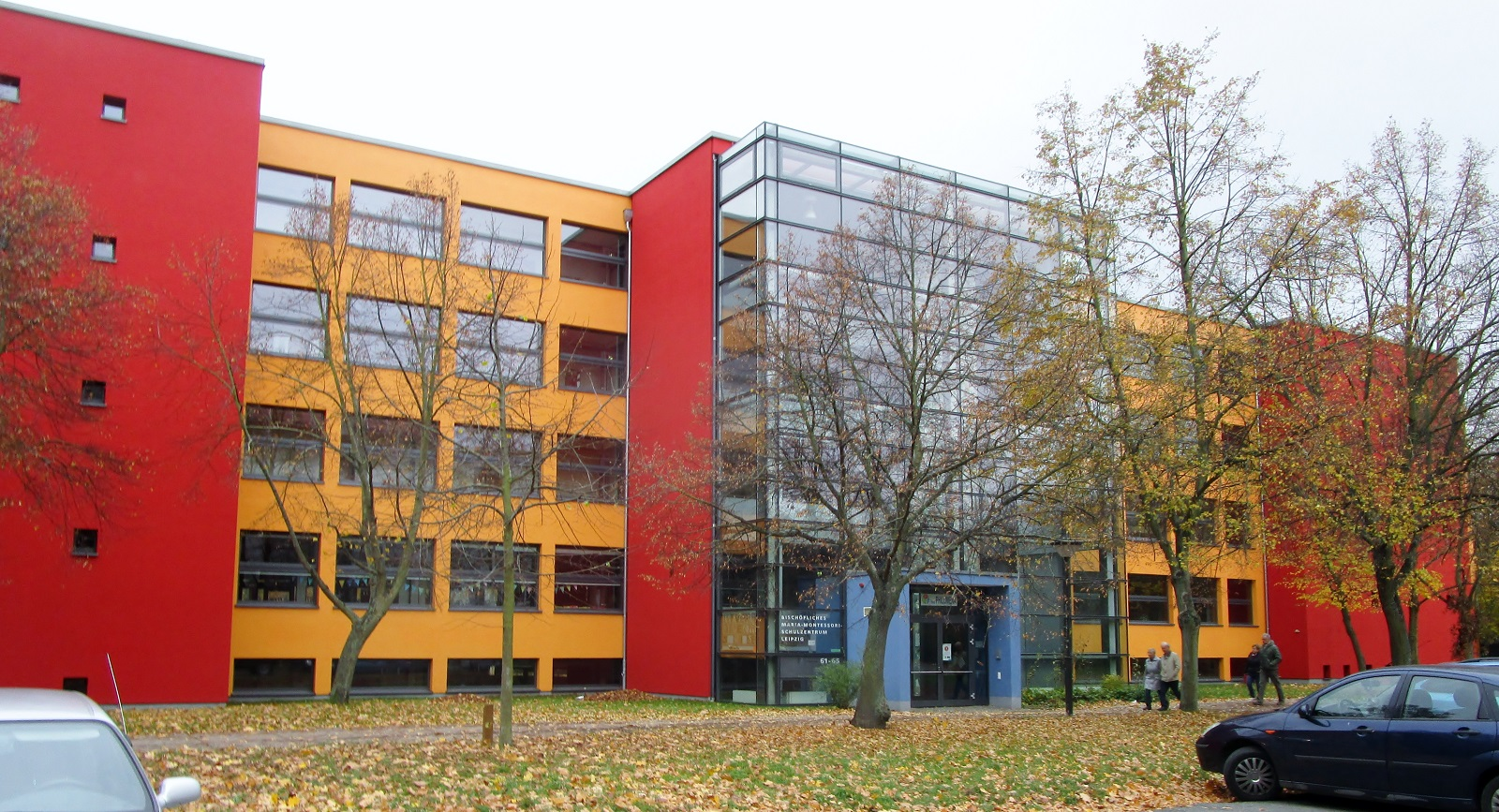
Schulgebäude

Das Bischöfliche Maria-Montessori-Schulzentrum Leipzig ist eine Ersatzschule in freier Trägerschaft, Schulträger ist das Bistum Dresden-Meißen. Das der Montessoripädagogik folgende Schulzentrum umfasst Grundschule, Hort, Oberschule und Gymnasium. Es befindet sich im Leipziger Ortsteil Grünau-Ost.

## Profil
Die Grundschule vermittelt die christlichen Werte, fördert Begabungen und den Umgang mit Defiziten durch individuelles Lernen. Es wird ein Lernen mit allen Sinnen und didaktischen Materialien angestrebt. Je 25 Schüler lernen in acht jahrgangsgemischten Klassen gemeinsam. In jeder Klasse gibt es Integrationsschüler den Förderschwerpunkten Lernen, emotional-sozial, Sprache, körperliche Entwicklung, Hören und Sehen, Schüler mit Teilleistungsschwächen oder Hochbegabungen. Durch verschiedene Lehr- und Lernmethoden sollen Selbständigkeit und problemlösendes Arbeiten gefördert werden. Nach einem intensiven Lernen folgen lange Pausen von jeweils 45 Minuten.
Der halboffene Hort arbeitet in enger Zusammenarbeit mit der Grundschule in altersgemischten Gruppen. Den Hortgruppen steht ein großes begrüntes Areal mit Kletterlabyrinth zur Verfügung. Außerdem gibt es zahlreiche Sport- und Spielmöglichkeiten, betreute Hausaufgabenzeiten und ein Streitschlichter-Programm. Träger des Hortes und der Ganztagsangebote ist der Schulverein, ein Zusammenschluss von Lehrern, Erziehern, Eltern und Freunden, der die Arbeit am Schulzentrum auch materiell unterstützt.
In der ein- bis zweizügigen Oberschule wird Französisch bereits ab Klasse 6 gelehrt. Es existieren Förderangebote und eine breit gefächerte Berufsorientierung, Neigungs- und Vertiefungskurse. Ab Klasse 7 wird das Profilfach Wirtschaft-Technik-Haushalt/Soziales (WTH) unterrichtet. Mit erfolgreichem Besuch der Klasse 9 und Absolvierung der besonderen Leistungsfeststellung wird der Hauptschulabschluss (bei entsprechendem Notendurchschnitt der qualifizierende Hauptschulabschluss) erworben. Mit bestandener Abschlussprüfung in Klasse 10 wird der Realschulabschluss erworben. Ein Übertritt von der Oberschule ins Gymnasium ist bis zum Ende der Orientierungsphase (Klassen 5 und 6) möglich.
Das zweizügige Gymnasium wird ab Klasse 10 mit einer dritten Parallelklasse mit Spanisch als neu beginnender Fremdsprache erweitert. Außerdem existiert ein Sprachenangebot in Englisch, Französisch und Latein. Ab Klasse 8 können die Schüler den Profilunterricht wählen, es werden naturwissenschaftliches Profil, sprachliches Profil und gesellschaftswissenschaftliches Profil angeboten.

## Geschichte
Zwei Jahre nach der Bildung von Montessori-Arbeitskreisen wurde 1995 der Montessori-Schulverein Leipzig e. V. gegründet. Dieser konnte am 7. September 1996 in einer ehemaligen Kindertageseinrichtung in der Neuen Leipziger Straße 37 eine Grundschule einweihen. 1997 zog die Grundschule in das Gebäude der ehemaligen 82. Schule in der Alten Salzstraße 65 (heutiges Haus A) um.
Am 7. September 1997 wurde die Mittelschule eingeweiht. Im Jahre 2000 zogen Grund- und Mittelschule in das benachbarte Gebäude der ehemaligen Robert-Koch-Schule in der Alten Salzstraße 61 (heutiges Haus B) um. Das 2001/2002 sanierte Haus A (rot/orange) wurde am 30. Oktober 2002 eingeweiht. Zusammen mit dem Sportplatz konnte das ebenfalls sanierte Haus B (rot/blau) am 2. Oktober 2003 eingeweiht werden. Am 8. Januar 2005 folgte die zwischen beiden Häusern gelegene Sporthalle in der Alten Salzstraße 61a.
Am 9. Juli 2003 erhielt der erste Abschlussjahrgang der Mittelschule seine Zeugnisse. Die staatliche Anerkennung der Grundschule erfolgte 1999, die der Mittelschule 2002. 2007 wurde das Gymnasium am Schulzentrum eröffnet. Zum Schuljahresbeginn 2013/2014 erfolgte die sachsenweite Umbenennung der Mittel- in Oberschulen.

## Architekturpreis
Die umgebaute Plattenbauschule, realisiert durch die Architekten Ilg, Friebe, Nauber (Leipzig), wurde mit dem „Architekturpreis der Stadt Leipzig zur Förderung der Baukultur“ 2003 ausgezeichnet und fand Aufnahme in Architekturführer.